# Митинское (Тутаев)
Митинское — деревня, вошедшая в состав города Тутаев в Тутаевском районе Ярославской области России.

## География
Расположена была при реке Рыкуше.

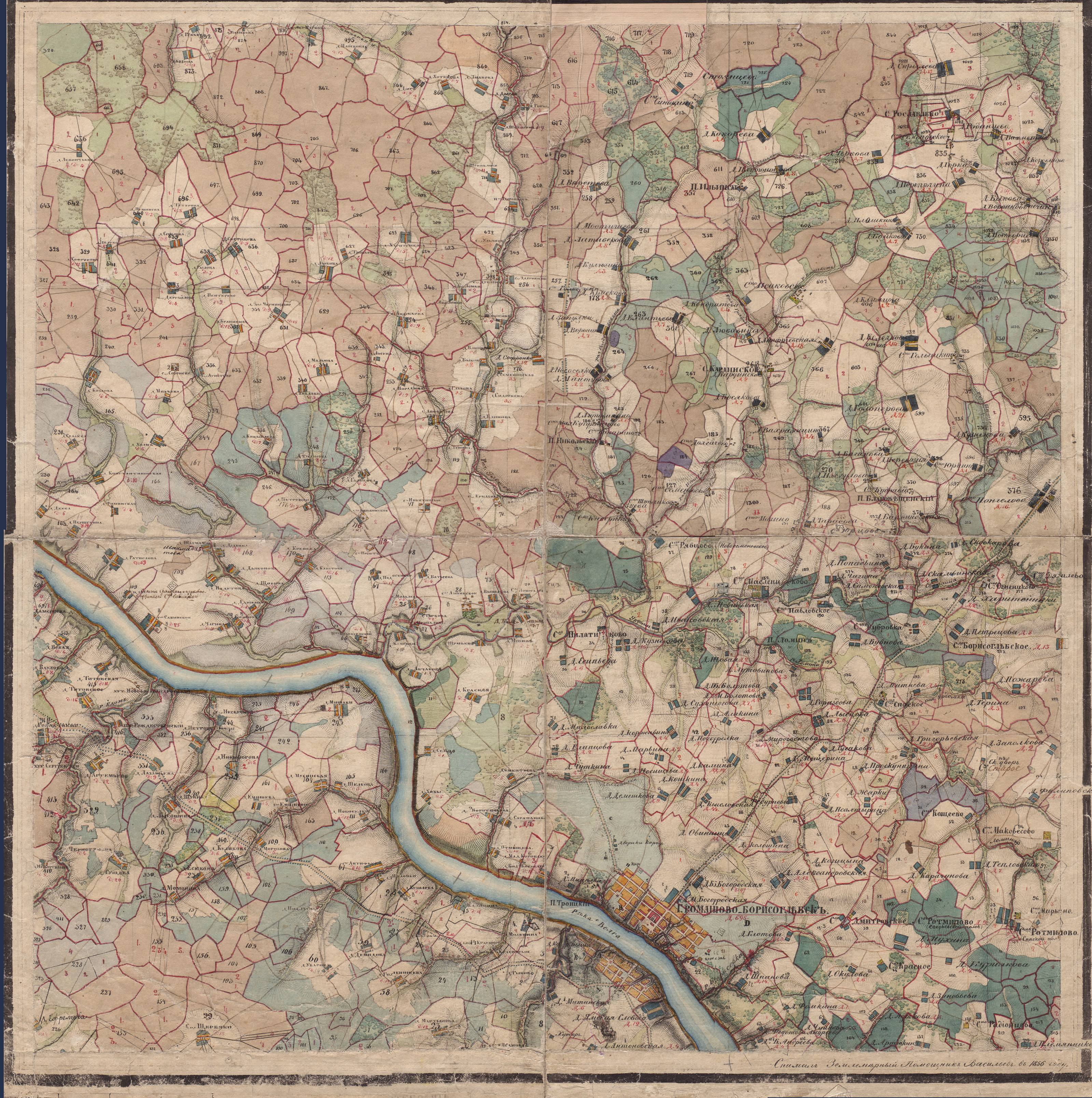
Митинское и соседние поселения Антоновское, Ямская Слобода в «Атласе Ярославской губернии» 1858 года.

По данным «Списка населенных мест Российской империи по сведениям 1859 года, составленного и изданного Центральным статистическим комитетом Министерства внутренних дел» (Том L. Ярославская губерния, 1865 год. Обработан старшим редактором А. И. Артемьевым):
(№ селения 6714) В казенной деревне [Митинское] по левую сторону Санкт-Петербургского почтового тракта, от границы Ярославского уезда до границы Рыбинского уезда, от:
— уездного города в 2 верстах;
— квартиры станового пристава в 2 верстах.

## История
К 1859 году административно деревня относилась к Ярославской губернии, Романово-Борисоглебского уезда, 2-го стана.
Деревня Митинская обозначена с 6 дворами на топографической межевой карте Ярославской губернии Менде 1855—1857 года.

## Население
По сведениям 1859 года, на 9 дворах проживало 58 человек (30 мужского пола и 28 женского).

В Списке населенных мест Ярославской губернии 1901 года Митинское — деревня в составе Подгородно-Ямского сельского общества Максимовской волости Романово-Борисоглебского уезда числилось 5 домохозяйств.